# 1700

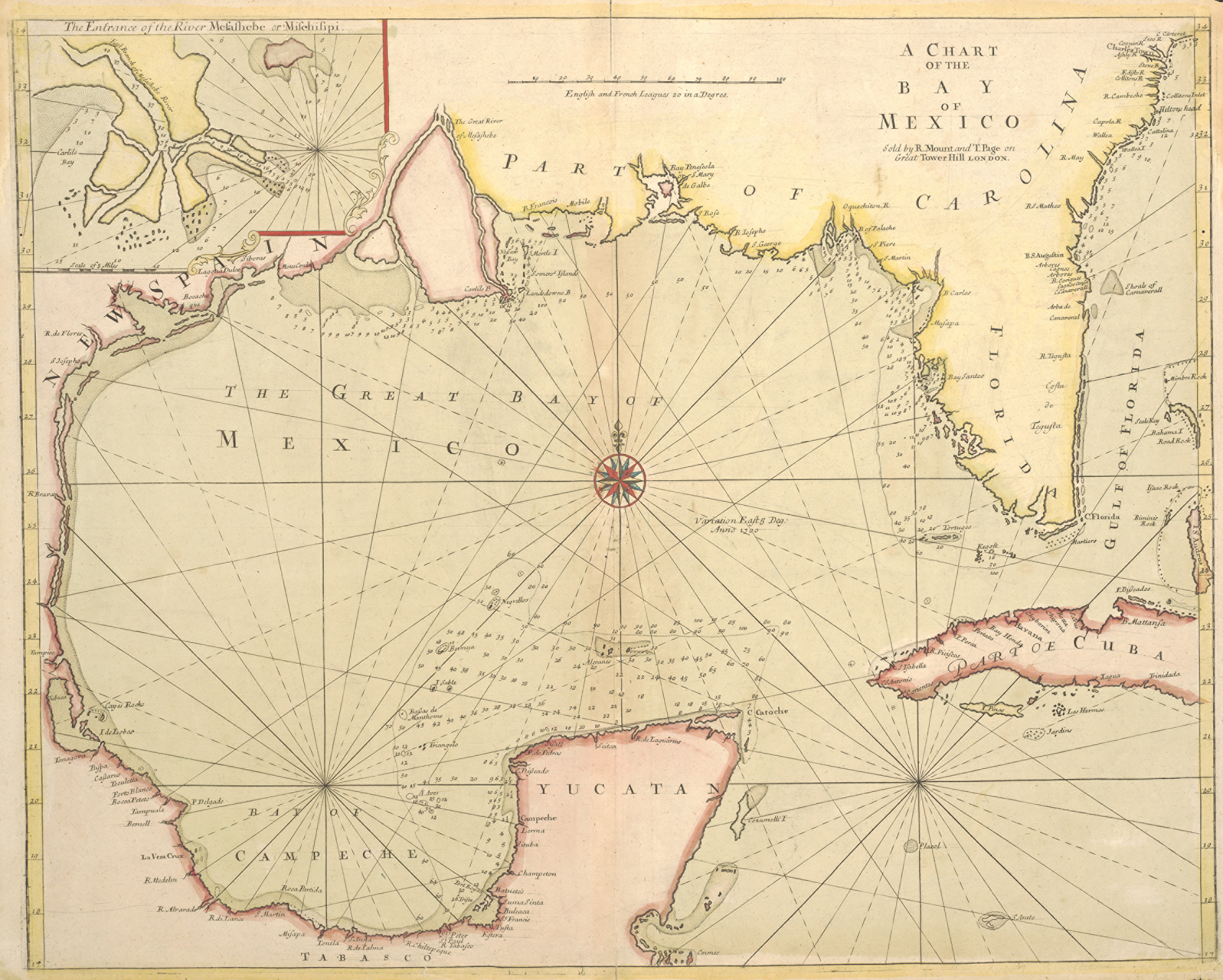
Mapa del Golfo de México en 1700

1700 (MDCC) fue un año común comenzado en viernes según el calendario gregoriano, y un año bisiesto comenzado en lunes según el calendario juliano. A partir del 1 de marzo de este año (19 de febrero en el calendario juliano), al existir un día más en los años seculares que no son múltiplos de 400 en el calendario juliano, la diferencia entre ambos calendarios aumentó a 11 días; diferencia que se mantuvo hasta el 18 de febrerojul./ 1 de marzo de 1800greg..
Es el año 1700 de la era común y del anno Domini, el año 700 del segundo milenio, el centésimo y último año del siglo XVII y el primer año de la década de 1700.

## Acontecimientos

### Enero
- 1 de enero: Rusia cambió el año de Anno Mundi a Anno Domini.
- 26 de enero: Un terremoto de 9,2 sacude la costa pacífica de Canadá y Estados Unidos provocando un tsunami que golpea la costa norteamericana y Japón.

### Febrero
- Febrero - Comienza la Gran Guerra del Norte en Europa.
- 27 de febrero: William Dampier es el primer europeo en descubrir Nueva Bretaña.

### Julio
- 20 de julio: El Rey Carlos II de España otorga el Villazgo a Fuente Álamo (Murcia).

### Octubre
- 3 de octubre: Finaliza la dinastía de los Austrias en España con el testamento de Carlos II. Felipe V, el nuevo rey, llegará a Madrid al año siguiente.

### Diciembre
- 8 de diciembre: en Roma, el cardenal Albani es elegido papa con el nombre de Clemente XI.

### Medicina
- Se publica De morbis artificum diatriba de Bernardino Ramazzini, el primer tratado moderno sobre enfermedades de origen laboral.[1]

## Nacimientos
- 8 de febrero: Daniel Bernoulli, matemático neerlandés (f. 1782).
- 7 de mayo: Gerard van Swieten, médico austriaco de origen neerlandés (f. 1772).

## Fallecimientos
- 4 de marzo: Lorenzo Pasinelli, pintor italiano (n. 1629).
- 12 de mayo: John Dryden, poeta y dramaturgo británico (n. 1631).
- 22 de agosto: Carlos de Sigüenza y Góngora, literato, astrónomo y científico novohispano (n. 1645).
- 27 de septiembre: Inocencio XII, papa italiano (n. 1615).
- 1 de noviembre: Carlos II, último rey español de la casa de Austria (n. 1661).